# Appare-Ranman!
Appare-Ranman! (天晴爛漫！, Appareranman!) est une série d'animation japonaise produite par le studio P.A.Works. Elle est diffusée du 10 avril 2020 au 25 septembre 2020. Une adaptation en manga est publiée du 3 avril 2020 au 28 décembre 2021.

## Synopsis
La série se déroule au Japon durant l'ère Meiji, où un inventeur excentrique et cadet de la famille de commerçants, Appare Sorano, décide un jour de partir à l'aventure avec son bateau à vapeur sur les côtes du Japon. Cependant, le samouraï Kosame Isshiki étant chargé de surveiller le comportement excentrique d'Appare tente de ramener Appare sur la terre ferme, mais il les échoue accidentellement tous les deux en mer. Ils dériveront pendant plusieurs jours jusqu'à ce qu'un bateau à vapeur américain les sauve. Maintenant coincés à Los Angeles sans argent et sans moyen facile de retourner au Japon, Appare et Kosame décident de participer à l'« American Transcontinental Race », une course de voiture à travers toute l'Amérique du Nord où tous les coups sont permis pour gagner, avec à la clé une grosse somme d'argent qui leur permettra de rentrer au Japon. Appare est chargé de la construction de la voiture et il va participer à la course avec Kosame et Hototo en tant que coéquipiers.

## Personnages
Appare Sorano (空乃 天晴, Sorano Appare)
Voix japonaise : Natsuki Hanae
Le fils cadet de la famille Sorano. Au grand désarroi de sa famille, Appare ne se soucie pas beaucoup des normes sociales ou de l'entreprise familiale, passant plutôt son temps à inventer de nouveaux gadgets et à étudier divers textes scientifiques. Il a été inspiré dès son plus jeune âge quand il a obtenu le roman de Jules Verne, De la Terre à la Lune.
Kosame Isshiki (一色 小雨, Isshoki Kosame)
Voix japonaise : Seiichirō Yamashita (ja)
Le professeur de son dojo et un samouraï sous l'ordre de Kuroda. Kosame a été chargé par Kuroda de garder Appare sous contrôle, mais Kosame a été entraîné malgré lui en Amérique avec Appare après un accident sur le bateau à vapeur.
Hototo (ホトト)
Voix japonaise : Aoi Yūki
Un garçon amérindien d'une tribu du nord-est des États-Unis dont la famille a été abattue par un homme avec un tatouage de serpent sur le cou. Après avoir été sauvé de voyous à Los Angeles, il rejoint Appare et Kosame tout en espérant traquer le tueur de sa famille.
Jing Xialian (ジン・シャーレン, Jin Shāren)
Voix japonaise : Sora Amamiya
Une mécanicienne pour une équipe de course automobile qui rêve de devenir une pilote, mais qui sera refusée en raison de préjugés contre les femmes. Elle conduit secrètement les voitures de son équipe la nuit. Après avoir rencontré Appare, elle décide de participer de son propre chef à l'American Transcontinental Race.
Al Lyon (アル・リオン, Aru Rion)
Voix japonaise : Soma Saito
Un jeune européen riche, sa famille possède la compagnie automobile BNW, l'une des trois compagnies du conglomérat B.I.G BOSS. Il cherche à gagner l'American Transcontinental Race pour prouver à sa famille qu'il devrait être l'héritier de BNW.
Sophia Taylor (ソフィア・テイラー, Sofia Teirā)
Voix japonaise : Fumiko Orikasa
Tutrice et assistante autoproclamée d'Al dont la mère sert de domestique à la famille Lyon.
Dylan G. Oldin (ディラン・G・オルディン, Diran G Orudin)
Voix japonaise : Takahiro Sakurai
Un coureur de haut niveau pilotant pour Iron Motors dans l'American Transcontinental Race et un des « Thousand Three ».
TJ (ティー・ジェイ, Tī Jei)
Voix japonaise : Tomokazu Sugita
Seth Rich Carter (セス・リッチー・カッター, Sesu Ritchī Kattā)
Voix japonaise : Kazuyuki Okitsu
Richard Riesman (リチャード・リースマン, Richādo Rīsuman) / Gil T. Cigar (ギル・T・シガー, Giru T Shigā)
Voix japonaise : Kenjirō Tsuda (ja)
Chase the Bad (チェイス・ザ・バッド, Cheisu za Baddo)
Voix japonaise : Tetsu Inada
Tristan the Bad (トリスタン・ザ・バッド, Torisutan za Badd)
Voix japonaise : Daisuke Ono

## Anime
Le 12 octobre 2019, P.A.Works a annoncé la production d'une nouvelle série télévisée d'animation originale réalisée et écrite par Masakazu Hashimoto.
Mia REGINA interprète le générique d'ouverture de la série I got it! et le générique de fin quant à lui est interprétée par Shōtarō Morikubo (ja) et il se nomme I'm Nobody.
La diffusion de la série a débuté le 10 avril 2020 sur Tokyo MX,. Mais le 17 avril 2020, il a été annoncé que l'épisode 4 et la suite de la série seraient reportée en raison de la pandémie de Covid-19 au Japon. Le 9 juin 2020, il a été annoncé que la série redémarrera avec le tout premier épisode le 3 juillet 2020 et que le quatrième épisode sera par conséquent diffusée le 24 juillet 2020. Les droits de la série sont détenus en France par Wakanim qui diffuse la série sur son site du 10 avril 2020 au 25 septembre 2020.

### Liste des épisodes
| No | Titre en français             | Titre original                           | Date de 1re diffusion |
| -- | ----------------------------- | ---------------------------------------- | --------------------- |
| 1  | De la pluie et des éclaircies | 晴れ、ときどき小雨 Hare, tokidoki Kosame | 10 avril 2020         |
| 2  | In the Dark                   | In the Dark                              | 17 avril 2020         |
| 3  | Duel                          | Duel                                     | 24 avril 2020         |
| 4  | Let It Go                     | Let It Go                                | 24 juillet 2020       |
| 5  | The Eve, and...               | The Eve, and...                          | 31 juillet 2020       |
| 6  | I am Gil!                     | I am Gil!                                | 7 août 2020           |
| 7  | FAKE                          | FAKE                                     | 14 août 2020          |
| 8  | HEAVY RAIN                    | HEAVY RAIN                               | 21 août 2020          |
| 9  | Short break                   | Short break                              | 28 août 2020          |
| 10 | The Bridge to Hell            | The Bridge to Hell                       | 4 septembre 2020      |
| 11 | Rain in the Dark Night        | Rain in the Dark Night                   | 11 septembre 2020     |
| 12 | We Will Stop You!!            | We Will Stop You!!                       | 18 septembre 2020     |
| 13 | OVER THE MOON                 | OVER THE MOON                            | 25 septembre 2020     |

## Manga
Une adaptation en manga par Masakazu Hashimoto et illustrée par Ahndongshik est publiée dans le magazine Young Ace de Kadokawa Shoten du 3 avril 2020 au 28 décembre 2021. La série contient au total trois volumes,. Le 28 octobre 2021, Doki-Doki annonce la publication du manga en France à partir du 2 mars 2022.

### Liste des volumes
| no | Japonais         | Japonais          | Français       | Français          |
| no | Date de sortie   | ISBN              | Date de sortie | ISBN              |
| -- | ---------------- | ----------------- | -------------- | ----------------- |
| 1  | 4 septembre 2020 | 978-4-04-109820-2 | 2 mars 2022    | 978-2-8189-8849-7 |
| 2  | 28 décembre 2021 | 978-4-04-109821-9 | 4 mai 2022     | 978-2-8189-9433-7 |
| 3  | 28 décembre 2021 | 978-4-04-112019-4 | 17 août 2022   | 978-2-8189-9606-5 |